# Јордакеану (Прахова)
Јордакеану (рум. Iordăcheanu) насеље је у Румунији у округу Прахова у општини Јордакеану. Oпштина се налази на надморској висини од 148 m.

## Становништво
Према подацима из 2011. године у насељу је живело 570 становника.